# Качали, Кхумбо
Кхумбо Качали (англ. Khumbo Kachali; род. 1966, Малави) — малавийский государственный и политический деятель.

## Биография
Прежде чем заняться политикой, был вторым вице-председателем Торгово-промышленной палаты Малави и в течение многих лет был бизнесменом, управляя различными предприятиями в Мзузу и крупными фермерскими хозяйствами в Мзимбе. Известный филантроп, помогающий многим людям в сфере образования, бизнеса и религиозной деятельности. Работал генеральным казначеем Объединённого демократического фронта с 2002 по 2004 год. В мае 2004 года был избран в Национальном собрании Малави. В 2005 году был назначен вторым вице-председателем Демократической прогрессивной партии.
С 2004 по 2006 год был министром промышленности, науки и технологий, заместителем министра внутренних дел и внутренней безопасности (2006–2007) и министром развития молодежи и спорта (2007–2008).
15 июня 2009 года был назначен министром транспорта и общественной инфраструктуры в кабинете министров. Потерял свою министерскую должность в результате перестановок в правительстве Малави 9 августа 2010 года.
С 13 апреля 2012 года по 31 мая 2014 года работал вице-президентом Малави.